# Errore significativo
L'errore significativo è, nella terminologia filologica, un errore che consenta, nel quadro delle procedure del metodo cosiddetto lachmanniano, di definire i rapporti tra i testimoni di una tradizione manoscritta. Gli errori significativi possono essere: 
- errori congiuntivi; se si può supporre che non possano essere stati compiuti indipendentemente da due distinti copisti: in questo caso si dimostra il legame tra i manoscritti che contengono tale errore.
- errori separativi; se si può supporre che non possano essere stati emendati per congettura "nell'epoca cui risalgono i manoscritti interessati"[1]: in questo caso si dimostra l'indipendenza di un manoscritto da un altro manoscritto.